# Transferências mais caras do futebol
Este artigo traz uma lista com as 50 transferências mais caras de jogadores de futebol, seja ela uma transferência individual ou o somatório de todas as transferências que envolveu um só jogador em toda a sua carreira.
A primeira transferência de que se tem registro foi de Willie Groves, do West Bromwich Albion para o  Aston Villa por £100 em 1893. Isto ocorreu apenas oito anos após a introdução do profissionalismo pela The Football Association em 1885. O atual recorde foi estabelecido pela transferência de Neymar do Barcelona para o Paris Saint-Germain por €222 milhões (£198 milhões) em 3 de agosto de 2017.

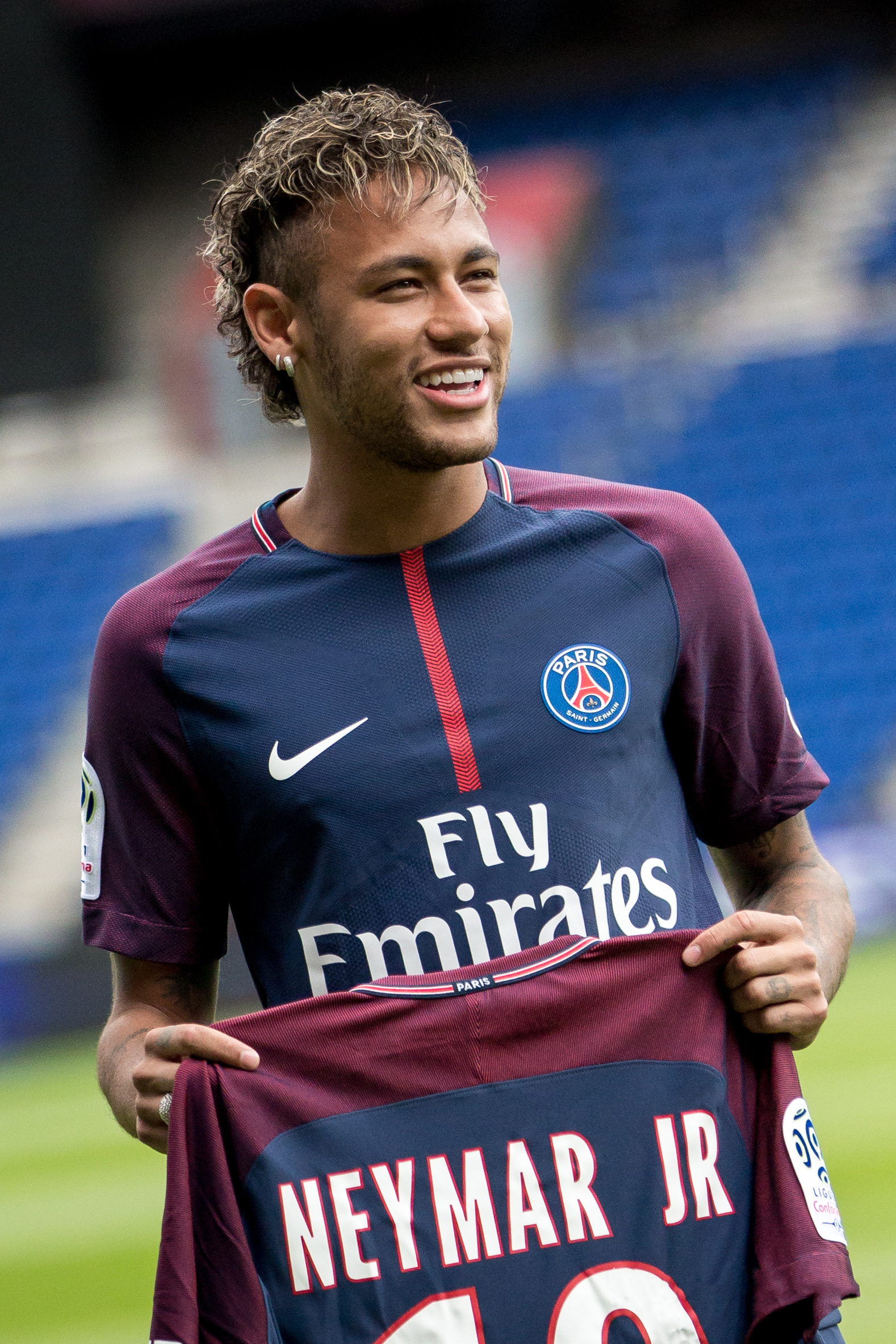
Neymar tornou-se o jogador mais caro da história ao se transferir do para o por €222 milhões.

## Lista das transferências
A maioria das transferências nesta lista são de clubes sob jurisdição da UEFA, e a maioria dos clubes compradores são de Inglaterra, França, Itália e Espanha.
Três jogadores aparecem nesta lista duas vezes: Neymar, Cristiano Ronaldo e Romelu Lukaku. Todos os jogadores da lista são de origem europeia, sul-americana, norte-americana e africana. Atualmente não há jogadores das regiões restantes; Ásia e Oceania.
| Rank | Jogador             | De                     | Para                | Posição          | Custo (€ milhões) | Custo (£ milhões) | Ano  | Ano de nasc. | Ref.                    |
| ---- | ------------------- | ---------------------- | ------------------- | ---------------- | ----------------- | ----------------- | ---- | ------------ | ----------------------- |
| 1    | Neymar Jr.          | Barcelona              | Paris Saint-Germain | Atacante         | €222              | £198              | 2017 | 1992         | [ 2 ] [ 3 ] [ 4 ] [ 5 ] |
| 2    | Kylian Mbappé       | Monaco                 | Paris Saint-Germain | Atacante         | €180              | £163              | 2018 | 1998         | [ 6 ] [ 7 ]             |
| 3    | Ousmane Dembélé     | Borussia Dortmund      | Barcelona           | Ponta            | €140              | £97               | 2017 | 1997         | [ 8 ] [ 9 ]             |
| 4    | Philippe Coutinho   | Liverpool              | Barcelona           | Meia-atacante    | €135              | £105              | 2018 | 1992         | [ 10 ]                  |
| 5    | João Félix          | Benfica                | Atlético de Madrid  | Atacante         | €127              | £113              | 2019 | 1999         | [ 11 ]                  |
| 6    | Enzo Fernández      | Benfica                | Chelsea             | Meio-campo       | €121              | £115              | 2022 | 2001         | [ 12 ]                  |
| 7    | Antoine Griezmann   | Atlético de Madrid     | Barcelona           | Atacante         | €120              | £107              | 2019 | 1991         | [ 13 ]                  |
| 8    | Jack Grealish       | Aston Villa            | Manchester City     | Ponta            | €117              | £100              | 2021 | 1995         | [ 14 ]                  |
| 8    | Cristiano Ronaldo   | Real Madrid            | Juventus            | Atacante         | €117              | £88               | 2018 | 1985         | [ 15 ]                  |
| 10   | Declan Rice         | West Ham               | Arsenal             | Meio-campo       | €116,6            | £105              | 2023 | 1999         | [ 16 ]                  |
| 11   | Moisés Caicedo      | Brighton & Hove Albion | Chelsea             | Meio-campo       | €116,2            | £100              | 2023 | 2001         | [ 17 ]                  |
| 12   | Eden Hazard         | Chelsea                | Real Madrid         | Ponta            | €115              | £89               | 2019 | 1991         | [ 18 ]                  |
| 13   | Romelu Lukaku       | Internazionale         | Chelsea             | Centroavante     | €113              | £97.5             | 2021 | 1993         | [ 19 ]                  |
| 14   | Paul Pogba          | Juventus               | Manchester United   | Meio-campo       | €105              | £89               | 2016 | 1993         | [ 20 ] [ 21 ] [ 22 ]    |
| 15   | Jude Bellingham     | Borussia Dortmund      | Real Madrid         | Meio-campo       | €103              | £88,5             | 2023 | 2003         | [ 8 ]                   |
| 16   | Harry Kane          | Tottenham              | Bayern de Munique   | Atacante         | €100              | £86,4             | 2023 | 1993         | [ 23 ]                  |
| 17   | Gareth Bale         | Tottenham              | Real Madrid         | Ponta            | €100              | £86               | 2013 | 1989         | [ 24 ] [ 25 ]           |
| 18   | Randal Kolo Muani   | Eintracht Frankfurt    | Paris Saint-Germain | Atacante         | €95               | £77               | 2023 | 1998         | [ 26 ]                  |
| 19   | Antony              | Ajax                   | Manchester United   | Ponta            | €95               | £86               | 2022 | 2000         | [ 27 ]                  |
| 20   | Cristiano Ronaldo   | Manchester United      | Real Madrid         | Atacante         | €94               | £80               | 2009 | 1985         | [ 28 ] [ 29 ] [ 30 ]    |
| 21   | Joško Gvardiol      | RB Leipzig             | Manchester City     | Zagueiro         | €90               | £77               | 2023 | 2002         | [ 31 ]                  |
| 21   | Neymar Jr.          | Paris Saint-Germain    | Al-Hilal            | Atacante         | €90               | £77               | 2023 | 1992         | [ 32 ]                  |
| 21   | Gonzalo Higuaín     | Napoli                 | Juventus            | Centroavante     | €90               | £75.3             | 2016 | 1987         | [ 33 ] [ 34 ] [ 35 ]    |
| 24   | Neymar Jr.          | Santos                 | Barcelona           | Atacante         | €88               | £71               | 2013 | 1992         | [ 36 ]                  |
| 25   | Harry Maguire       | Leicester              | Manchester United   | Zagueiro         | €87               | £80               | 2019 | 1993         | [ 37 ] [ 38 ]           |
| 26   | Frenkie de Jong     | Ajax                   | Barcelona           | Meio-campo       | €86               | £65               | 2019 | 1997         | [ 39 ]                  |
| 27   | Matthijs de Ligt    | Ajax                   | Juventus            | Zagueiro         | €85.5             | £67.5             | 2019 | 1999         | [ 40 ] [ 41 ]           |
| 28   | Jadon Sancho        | Borussia Dortmund      | Manchester United   | Ponta            | €85               | £73               | 2021 | 2000         | [ 42 ]                  |
| 28   | Romelu Lukaku       | Everton                | Manchester United   | Centroavante     | €84               | £75               | 2017 | 1993         | [ 43 ] [ 44 ] [ 45 ]    |
| 30   | Virgil van Dijk     | Southampton            | Liverpool           | Zagueiro         | €84               | £75               | 2018 | 1991         | [ 7 ] [ 46 ]            |
| 31   | Luis Suárez         | Liverpool              | Barcelona           | Centroavante     | €82.3             | £75               | 2014 | 1987         | [ 47 ]                  |
| 32   | Dušan Vlahović      | Fiorentina             | Juventus            | Atacante         | €81               | £62               | 2022 | 2000         | [ 48 ]                  |
| 33   | Wesley Fofana       | Leicester              | Chelsea             | Zagueiro         | €80               | £75               | 2022 | 2000         | [ 49 ]                  |
| 33   | Aurélien Tchouaméni | Monaco                 | Real Madrid         | Meio-campo       | €80               | £68.3             | 2022 | 2000         | [ 50 ]                  |
| 33   | Darwin Núñez        | Benfica                | Liverpool           | Meio-campo       | €80               | £64               | 2022 | 1999         | [ 51 ]                  |
| 33   | Kai Havertz         | Bayer Leverkusen       | Chelsea             | Meia-atacante    | €80               | £70               | 2020 | 1999         | [ 52 ]                  |
| 33   | Lucas Hernández     | Atlético de Madrid     | Bayern de Munique   | Lateral-esquerdo | €80               | £70               | 2019 | 1996         | [ 53 ]                  |
| 33   | Nicolas Pépé        | Lille                  | Arsenal             | Ponta            | €80               | £62               | 2019 | 1995         | [ 54 ]                  |
| 33   | Kepa Arrizabalaga   | Athletic Bilbao        | Chelsea             | Goleiro          | €80               | £71.6             | 2018 | 1994         | [ 55 ]                  |
| 40   | Zinédine Zidane     | Juventus               | Real Madrid         | Meio-campo       | €77               | £46.6             | 2001 | 1972         | [ 56 ] [ 57 ] [ 58 ]    |
| 41   | Arthur              | Barcelona              | Juventus            | Volante          | €76               | £66               | 2020 | 1996         | [ 59 ]                  |
| 41   | Kevin De Bruyne     | Wolfsburg              | Manchester City     | Meia-atacante    | €76               | £55               | 2015 | 1991         | [ 60 ] [ 61 ]           |
| 43   | Julián Alvarez      | Manchester City        | Atlético de Madrid  | Atacante         | €75               | £64               | 2024 | 2000         | [ 62 ]                  |
| 43   | Kai Havertz         | Chelsea                | Arsenal             | Meio-campo       | €75               | £65               | 2023 | 1999         | [ 63 ]                  |
| 43   | Victor Osimhen      | Lille                  | Napoli              | Atacante         | €75               | £65               | 2020 | 1998         | [ 64 ]                  |
| 43   | James Rodríguez     | Monaco                 | Real Madrid         | Meia-atacante    | €75               | £63               | 2014 | 1991         | [ 65 ] [ 66 ] [ 67 ]    |
| 43   | Ángel Di María      | Real Madrid            | Manchester United   | Meia-atacante    | €75               | £59.7             | 2014 | 1988         | [ 68 ] [ 69 ]           |
| 48   | Romelu Lukaku       | Manchester United      | Internazionale      | Centroavante     | €74               | £60               | 2019 | 1993         | [ 70 ]                  |
| 49   | Rasmus Højlund      | Atalanta               | Manchester United   | Atacante         | €73               | £64               | 2023 | 2003         | [ 71 ]                  |
| 50   | Thomas Lemar        | Monaco                 | Atlético de Madrid  | Meia-atacante    | €72               | £63               | 2018 | 1995         | [ 72 ]                  |

## Transferências mais caras por categorias

### Com 20 anos ou menos
Esta categoria engloba transferências de jogadores com até 20 anos de idade.
| Rank | Jogador           | De                | Para                | Posição    | Custo (€ milhões) | Custo (£ milhões) | Idade (à época) | Ano  | Ref.          |
| ---- | ----------------- | ----------------- | ------------------- | ---------- | ----------------- | ----------------- | --------------- | ---- | ------------- |
| 1    | Kylian Mbappé     | Monaco            | Paris Saint-Germain | Atacante   | €135              | £116              | 19 anos         | 2018 | [ 6 ] [ 7 ]   |
| 2    | João Félix        | Benfica           | Atlético de Madrid  | Atacante   | €126              | £114.1            | 19 anos         | 2019 | [ 11 ]        |
| 3    | Ousmane Dembélé   | Borussia Dortmund | Barcelona           | Ponta      | €105              | £97               | 20 anos         | 2017 | [ 8 ] [ 9 ]   |
| 4    | Jude Bellingham   | Borussia Dortmund | Real Madrid         | Meio-campo | €103              | £88,5             | 19 anos         | 2023 |               |
| 5    | Matthijs de Ligt  | Ajax              | Juventus            | Zagueiro   | €75               | £67.5             | 19 anos         | 2019 | [ 40 ] [ 41 ] |
| 6    | Christian Pulisic | Borussia Dortmund | Chelsea             | Ponta      | €64               | £58               | 20 anos         | 2019 | [ 73 ]        |
| 7    | Raheem Sterling   | Liverpool         | Manchester City     | Ponta      | €62.5             | £44               | 20 anos         | 2015 | [ 74 ]        |
| 8    | Anthony Martial   | Monaco            | Manchester United   | Atacante   | €49               | £36               | 19 anos         | 2015 | [ 75 ]        |
| 9    | Rodrygo           | Santos            | Real Madrid         | Atacante   | €45               | £40.2             | 17 anos         | 2018 | [ 76 ] [ 77 ] |
| 10   | Vinícius Jr.      | Flamengo          | Real Madrid         | Ponta      | €45               | £39.6             | 16 anos         | 2017 | [ 78 ] [ 79 ] |

### Com 30 anos ou mais
Esta categoria engloba as transferências de jogadores com, no mínimo, 30 anos de idade.
| Rank | Jogador           | De                  | Para                 | Posição      | Custo (€ milhões) | Custo (£ milhões) | Idade (à época) | Ano  | Ref.          |
| ---- | ----------------- | ------------------- | -------------------- | ------------ | ----------------- | ----------------- | --------------- | ---- | ------------- |
| 1    | Cristiano Ronaldo | Real Madrid         | Juventus             | Atacante     | €100              | £88               | 33 anos         | 2018 | [ 15 ]        |
| 2    | Neymar Jr.        | Paris Saint-Germain | Al-Hilal             | Atacante     | €90               | £77               | 31 anos         | 2023 | [ 32 ]        |
| 3    | Miralem Pjanić    | Juventus            | Barcelona            | Volante      | €60               | £54.8             | 30 anos         | 2020 | [ 59 ]        |
| 4    | Paulinho          | Barcelona           | Guangzhou Evergrande | Volante      | €42               | £37.7             | 30 anos         | 2019 | [ 80 ]        |
| 5    | Leonardo Bonucci  | Juventus            | Milan                | Zagueiro     | €42               | £36.7             | 30 anos         | 2017 | [ 81 ] [ 82 ] |
| 6    | Mats Hummels      | Bayern de Munique   | Borussia Dortmund    | Zagueiro     | €38               | £33.7             | 31 anos         | 2019 | [ 83 ] [ 84 ] |
| 7    | Radja Nainggolan  | Roma                | Internazionale       | Meio-campo   | €38               | £33               | 30 anos         | 2018 | [ 85 ] [ 86 ] |
| 8    | Gabriel Batistuta | Fiorentina          | Roma                 | Centroavante | €36.1             | £23.5             | 31 anos         | 2000 | [ 87 ]        |
| 9    | Jasper Cillessen  | Barcelona           | Valencia             | Goleiro      | €35               | £31.4             | 30 anos         | 2019 | [ 88 ]        |
| 10   | Leonardo Bonucci  | Milan               | Juventus             | Zagueiro     | €35               | £31               | 31 anos         | 2018 | [ 89 ]        |

### Por idade
Esta categoria engloba as transferências mais caras por todas as idades.
| Idade (à época) | Jogador             | De                  | Para                    | Posição          | Custo (€)    | Ano  | Ref.                    |
| --------------- | ------------------- | ------------------- | ----------------------- | ---------------- | ------------ | ---- | ----------------------- |
| 14 anos         | Sheyi Ojo           | Milton Keynes Dons  | Liverpool               | Ponta            | 2,5 milhões  | 2011 |                         |
| 15 anos         | Fran Mérida         | Barcelona           | Arsenal                 | Meio-campo       | 3,2 milhões  | 2005 |                         |
| 16 anos         | Vinícius Jr.        | Flamengo            | Real Madrid             | Ponta            | 45 milhões   | 2017 | [ 78 ] [ 79 ]           |
| 17 anos         | Rodrygo             | Santos              | Real Madrid             | Atacante         | 45 milhões   | 2018 | [ 76 ] [ 77 ]           |
| 18 anos         | Luke Shaw           | Southampton         | Manchester United       | Lateral-esquerdo | 37,5 milhões | 2014 |                         |
| 19 anos         | Kylian Mbappé       | Monaco              | Paris Saint-Germain     | Atacante         | 135 milhões  | 2018 | [ 6 ] [ 7 ]             |
| 20 anos         | Ousmane Dembélé     | Borussia Dortmund   | Barcelona               | Ponta            | 105 milhões  | 2017 | [ 8 ] [ 9 ]             |
| 21 anos         | Neymar Jr.          | Santos              | Barcelona               | Atacante         | 88,2 milhões | 2013 |                         |
| 22 anos         | Enzo Fernandez      | Benfica             | Chelsea                 | Meia             | 121 milhões  | 2023 |                         |
| 23 anos         | Paul Pogba          | Juventus            | Manchester United       | Meio-campo       | 105 milhões  | 2016 | [ 20 ] [ 21 ] [ 22 ]    |
| 24 anos         | Gareth Bale         | Tottenham           | Real Madrid             | Ponta            | 100 milhões  | 2013 | [ 24 ] [ 25 ]           |
| 25 anos         | Neymar Jr.          | Barcelona           | Paris Saint-Germain     | Atacante         | 222 milhões  | 2017 | [ 2 ] [ 3 ] [ 4 ] [ 5 ] |
| 26 anos         | Harry Maguire       | Leicester           | Manchester United       | Zagueiro         | 87 milhões   | 2019 | [ 37 ] [ 38 ]           |
| 27 anos         | Luis Suárez         | Liverpool           | Barcelona               | Centroavante     | 82.3 milhões | 2014 | [ 47 ]                  |
| 28 anos         | Antoine Griezmann   | Atlético de Madrid  | Barcelona               | Atacante         | 120 milhões  | 2019 | [ 13 ]                  |
| 29 anos         | Zinédine Zidane     | Juventus            | Real Madrid             | Meio-campo       | 77.5 milhões | 2001 | [ 56 ] [ 57 ] [ 58 ]    |
| 30 anos         | Miralem Pjanić      | Juventus            | Barcelona               | Volante          | 60 milhões   | 2020 | [ 59 ]                  |
| 31 anos         | Neymar Jr.          | Paris Saint-Germain | Al-Hilal                | Atacante         | 90 milhões   | 2023 | [ 32 ]                  |
| 32 anos         | Fernando Llorente   | Swansea City        | Tottenham               | Centroavante     | 15.1 milhões | 2017 |                         |
| 33 anos         | Cristiano Ronaldo   | Real Madrid         | Juventus                | Atacante         | 100 milhões  | 2018 | [ 15 ]                  |
| 34 anos         | José Fonte          | West Ham United     | Dalian Yifang           | Zagueiro         | 5.5 milhões  | 2018 |                         |
| 35 anos         | José Luis Chilavert | Vélez Sarsfield     | Strasbourg              | Goleiro          | 5.3 milhões  | 2000 |                         |
| 36 anos         | Cristiano Ronaldo   | Juventus            | Manchester United       | Atacante         | 18 milhões   | 2021 |                         |
| 37 anos         | Brad Friedel        | Blackburn           | Aston Villa             | Goleiro          | 2.5 milhões  | 2008 |                         |
| 38 anos         | Marko Simeunovič    | AEL Limassol        | NK Interblock Ljubljana | Goleiro          | 887,9 mil    | 2006 |                         |
| 39 anos         | Craig Brewster      | Inverness CT        | Dundee United           | Goleiro          | 394,6 mil    | 2006 |                         |
| 40 anos         | Bogdan Stelea       | Unirea Urziceni     | Brașov                  | Goleiro          | 98,7 mil     | 2008 |                         |

### GoleirosBRA/ Guarda-RedesPOR

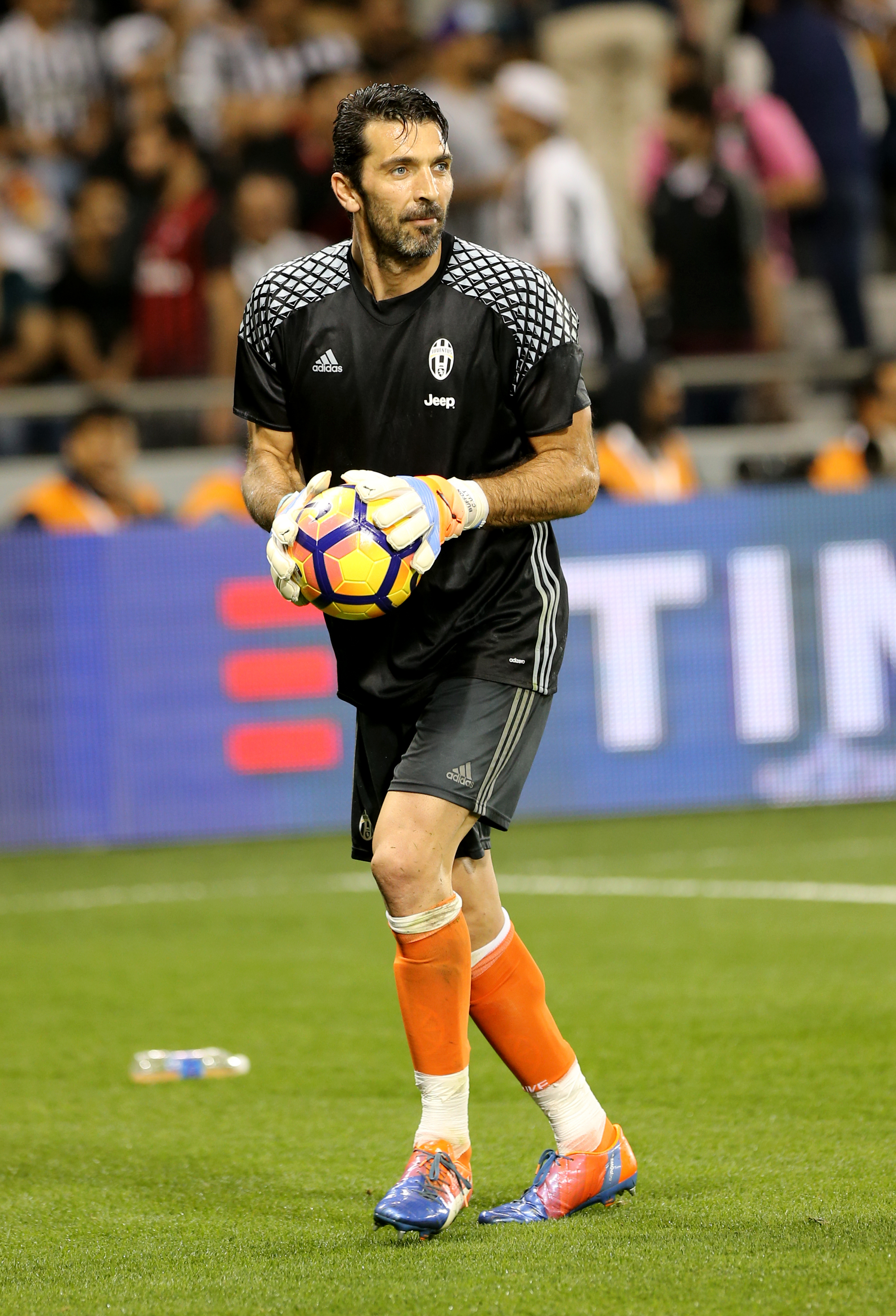
Gianluigi Buffon. Durante 17 anos, foi o goleiro/guarda-redes mais caro da história do futebol.

Esta é uma lista com as transferências mais caras de goleiros/guarda-redes da história do futebol.
|    | Jogador           | De               | Para              | Custo (€ milhões) | Ano  |
| -- | ----------------- | ---------------- | ----------------- | ----------------- | ---- |
| 1  | Kepa Arrizabalaga | Athletic Bilbao  | Chelsea           | €80               | 2018 |
| 2  | Alisson           | Roma             | Liverpool         | €72,5             | 2018 |
| 3  | Gianluigi Buffon  | Parma            | Juventus          | €54,2             | 2001 |
| 4  | André Onana       | Internazionale   | Manchester United | €52               | 2023 |
| 5  | Ederson           | Benfica          | Manchester City   | €40               | 2017 |
| 6  | Jasper Cillessen  | Barcelona        | Valencia          | €35               | 2019 |
| 7  | Thibaut Courtois  | Chelsea          | Real Madrid       | €35               | 2018 |
| 8  | Manuel Neuer      | Schalke 04       | Bayern de Munique | €30               | 2011 |
| 9  | Jordan Pickford   | Sunderland       | Everton           | €28               | 2017 |
| 10 | Aaron Ramsdale    | Sheffield United | Arsenal           | €28               | 2021 |

### Os "11" mais caros
| Posição                     | Jogador           | De                 | Para                | Custo (€ milhões) | Custo (£ milhões) | Ano  | Ref.                    |
| --------------------------- | ----------------- | ------------------ | ------------------- | ----------------- | ----------------- | ---- | ----------------------- |
| Goleiro                     | Kepa Arrizabalaga | Athletic Bilbao    | Chelsea             | €80               | £71.6             | 2018 | [ 55 ]                  |
| Lateral-direito             | Achraf Hakimi     | Internazionale     | Paris Saint-Germain | €68               | £71               | 2021 |                         |
| Zagueiro                    | Harry Maguire     | Leicester          | Manchester United   | €87               | £80               | 2019 | [ 37 ] [ 38 ]           |
| Zagueiro                    | Joško Gvardiol    | RB Leipzig         | Manchester City     | €90               | £77.6             | 2023 | [ 7 ] [ 46 ]            |
| Lateral-esquerdo            | Lucas Hernández   | Atlético de Madrid | Bayern de Munique   | €80               | £70               | 2019 | [ 53 ]                  |
| Volante/Trinco              | Declan Rice       | West Ham           | Arsenal             | €116              | £100              | 2023 |                         |
| Volante/Trinco              | Enzo Fernández    | Benfica            | Chelsea             | €121              | £115              | 2023 |                         |
| Meia central                | Phillipe Coutinho | Liverpool          | Barcelona           | €120              | £105              | 2018 | [ 10 ]                  |
| Ponta-direita/Extremo       | Ousmane Dembélé   | Borussia Dortmund  | Barcelona           | €140              | £97               | 2017 | [ 8 ] [ 9 ]             |
| Ponta-esquerda/Extremo      | Neymar Jr.        | Barcelona          | Paris Saint-Germain | €222              | £198              | 2017 | [ 2 ] [ 3 ] [ 4 ] [ 5 ] |
| Centroavante/Ponta de Lança | Kylian Mbappé     | Monaco             | Paris Saint-Germain | €135              | £116              | 2018 | [ 6 ] [ 7 ]             |

### Por nacionalidade
Nesta lista aparecem os jogadores mais caros de alguns países.
| Nacionalidade | Jogador                   | De                       | Para                | Custo (€ milhões) | Ano  | Ref.                    | Obs.                                      |
| ------------- | ------------------------- | ------------------------ | ------------------- | ----------------- | ---- | ----------------------- | ----------------------------------------- |
| Alemão        | Kai Havertz               | Bayer Leverkusen         | Chelsea             | €80               | 2020 |                         |                                           |
| Argelino      | Riyad Mahrez              | Leicester                | Manchester City     | €67.8             | 2018 | [ 94 ]                  |                                           |
| Argentino     | Enzo Fernández            | Benfica                  | Chelsea             | €121              | 2023 |                         | Jogador mais caro hispano-americano.      |
| Armênio       | Henrikh Mkhitaryan        | Borussia Dortmund        | Manchester United   | €42               | 2016 |                         |                                           |
| Australiano   | Aaron Mooy                | Manchester City          | Huddersfield Town   | €10               | 2017 |                         | Jogador mais caro da Oceania.             |
| Belga         | Eden Hazard               | Chelsea                  | Real Madrid         | €100              | 2019 | [ 18 ]                  |                                           |
| Brasileiro    | Neymar Jr.                | Barcelona                | Paris Saint-Germain | €222              | 2017 | [ 2 ] [ 3 ] [ 4 ] [ 5 ] | Jogador mais caro da história do futebol. |
| Chileno       | Alexis Sánchez            | Barcelona                | Arsenal             | €42,5             | 2014 |                         |                                           |
| Colombiano    | James Rodríguez           | Monaco                   | Real Madrid         | €76               | 2014 | [ 65 ] [ 66 ] [ 67 ]    |                                           |
| Sul-Coreano   | Kim Min-jae               | Napoli                   | Bayern de Munique   | €50               | 2023 |                         | Jogador mais caro da Ásia                 |
| Marfinense    | Nicolas Pépé              | Lille                    | Arsenal             | €80               | 2019 |                         | Jogador mais caro da África.              |
| Croata        | Joško Gvardiol            | RB Leipzig               | Manchester City     | €90               | 2023 |                         | [ 96 ]                                    |
| Dinamarquês   | Rasmus Højlund            | Atalanta                 | Manchester United   | €75               | 2023 |                         |                                           |
| Egípcio       | Mohamed Salah             | Roma                     | Liverpool           | €42               | 2017 |                         | Jogador mais caro entre os países árabes. |
| Espanhol      | Kepa Arrizabalaga         | Athletic Bilbao          | Chelsea             | €80               | 2018 | [ 97 ] [ 98 ]           |                                           |
| Estadunidense | Christian Pulisic         | Borussia Dortmund        | Chelsea             | €64               | 2019 | [ 73 ]                  | Jogador mais caro da América do Norte.    |
| Francês       | Kylian Mbappé             | Monaco                   | Paris Saint-Germain | €135              | 2018 | [ 6 ] [ 7 ]             |                                           |
| Gabonês       | Pierre-Emerick Aubameyang | Borussia Dortmund        | Arsenal             | €63.7             | 2018 | [ 99 ] [ 100 ]          |                                           |
| Galês         | Gareth Bale               | Tottenham                | Real Madrid         | €100              | 2013 | [ 24 ] [ 25 ]           |                                           |
| Guineense     | Naby Keita                | RB Leipzig               | Liverpool           | €60               | 2018 |                         |                                           |
| Neerlandês    | Virgil van Dijk           | Southampton              | Liverpool           | €84,5             |      |                         |                                           |
| Inglês        | Jude Bellingham           | Borussia Dortmund        | Real Madrid         | €103              | 2023 |                         | Jogador mais caro do Reino Unido.         |
| Islandês      | Gylfi Sigurdsson          | Swansea City             | Everton             | €49               | 2017 |                         |                                           |
| Italiano      | Jorginho                  | Napoli                   | Chelsea             | €57               |      |                         |                                           |
| Japonês       | Hidetoshi Nakata          | Roma                     | Parma               | €28,4             |      |                         |                                           |
| Mexicano      | Raúl Jiménez              | Atlético de Madrid       | Benfica             | €22               |      |                         |                                           |
| Português     | João Félix                | Benfica                  | Atlético de Madrid  | €126              | 2019 |                         | Jogador mais caro da Península Ibérica.   |
| Sérvio        | Dušan Vlahović            | Fiorentina               | Juventus            | €81               | 2022 |                         |                                           |
| Sueco         | Zlatan Ibrahimovic        | Internazionale           | Barcelona           | €69,5             |      |                         | Jogador mais caro da Escandinávia         |
| Suíço         | Granit Xhaka              | Borussia Mönchengladbach | Arsenal             | €45               | 2017 |                         |                                           |
| Ucraniano     | Mykhaylo Mudryk           | Shakhtar Donetsk         | Chelsea             | €70               | 2023 |                         |                                           |
| Uruguaio      | Luis Suárez               | Liverpool                | Barcelona           | €82.3             | 2014 | [ 47 ]                  |                                           |

## Série de recordes do mundo
Esta é uma lista da progressão do registo de transferências do futebol mundial.
| #  | Ano  | Jogador           | De                   | Para                | Custo (£)   |
| -- | ---- | ----------------- | -------------------- | ------------------- | ----------- |
| 1  | 1893 | Willie Groves     | West Bromwich Albion | Aston Villa         | 100         |
| 2  | 1903 | Ben Green         | Barnsley             | Small Heath         | 500         |
| 3  | 1904 | Andy McCombie     | Sunderland           | Newcastle United    | 700         |
| 4  | 1905 | Alf Common        | Sunderland           | Middlesbrough       | 1 000       |
| 5  | 1913 | Daniel Shea       | West Ham United      | Blackburn Rovers    | 2 000       |
| 6  | 1913 | Tommy Barber      | Bolton Wanderers     | Aston Villa         | 2 000       |
| 7  | 1914 | Percy Dawson      | Heart of Midlothian  | Blackburn Rovers    | 2 500       |
| 8  | 1920 | David Jack        | Plymouth Argyle      | Bolton Wanderers    | 3 500       |
| 9  | 1922 | Syd Puddefoot     | West Ham United      | Falkirk             | 5 000       |
| 10 | 1922 | Warney Cresswell  | South Shields        | Sunderland          | 5 500       |
| 11 | 1925 | Bob Kelly         | Burnley              | Sunderland          | 6 500       |
| 12 | 1928 | David Jack        | Bolton Wanderers     | Arsenal             | 10 890      |
| 13 | 1932 | Bernabé Ferreyra  | Tigre                | River Plate         | 23 000      |
| 14 | 1949 | Johnny Morris     | Manchester United    | Derby County        | 24 000      |
| 15 | 1949 | Eddie Quigley     | Sheffield Wednesday  | Preston North End   | 26 500      |
| 16 | 1950 | Trevor Ford       | Aston Villa          | Sunderland          | 30 000      |
| 17 | 1951 | Jackie Sewell     | Notts County         | Sheffield Wednesday | 34 500      |
| 18 | 1952 | Hans Jeppson      | Atalanta             | Napoli              | 52 000      |
| 19 | 1954 | Juan Schiaffino   | Peñarol              | Milan               | 72 000      |
| 20 | 1957 | Omar Sivori       | River Plate          | Juventus            | 93 000      |
| 21 | 1961 | Luis Suárez       | Barcelona            | Internazionale      | 152 000     |
| 22 | 1963 | Angelo Sormani    | Mantova              | Roma                | 250 000     |
| 23 | 1967 | Harald Nielsen    | Bologna              | Internazionale      | 300 000     |
| 24 | 1968 | Pietro Anastasi   | Varese               | Juventus            | 500 000     |
| 25 | 1973 | Johan Cruijff     | Ajax                 | Barcelona           | 922 000     |
| 26 | 1975 | Giuseppe Savoldi  | Bologna              | Napoli              | 1 200 000   |
| 27 | 1976 | Paolo Rossi       | Juventus             | Vicenza             | 1 750 000   |
| 28 | 1982 | Diego Maradona    | Boca Juniors         | Barcelona           | 3 000 000   |
| 29 | 1984 | Diego Maradona    | Barcelona            | Napoli              | 5 000 000   |
| 30 | 1987 | Ruud Gullit       | PSV Eindhoven        | Milan               | 6 000 000   |
| 31 | 1990 | Roberto Baggio    | Fiorentina           | Juventus            | 8 000 000   |
| 32 | 1992 | Jean-Pierre Papin | Marseille            | Milan               | 10 000 000  |
| 33 | 1992 | Gianluca Vialli   | Sampdoria            | Juventus            | 12 000 000  |
| 34 | 1992 | Gianluigi Lentini | Torino               | Milan               | 13 000 000  |
| 35 | 1996 | Alan Shearer      | Blackburn Rovers     | Newcastle United    | 15 000 000  |
| 36 | 1997 | Ronaldo           | Barcelona            | Internazionale      | 19 500 000  |
| 37 | 1998 | Denílson          | São Paulo            | Real Betis          | 21 500 000  |
| 38 | 1999 | Christian Vieri   | Lazio                | Internazionale      | 32 000 000  |
| 39 | 2000 | Luís Figo         | Barcelona            | Real Madrid         | 37 000 000  |
| 40 | 2001 | Zinédine Zidane   | Juventus             | Real Madrid         | 46 000 000  |
| 41 | 2006 | Andriy Shevchenko | Milan                | Chelsea             | 43 880 000  |
| 42 | 2008 | Robinho           | Real Madrid          | Manchester City     | 43 000 000  |
| 43 | 2009 | Cristiano Ronaldo | Manchester United    | Real Madrid         | 80 000 000  |
| 44 | 2012 | Thiago Silva      | Milan                | Paris Saint-Germain | 42 000 000  |
| 45 | 2013 | Gareth Bale       | Tottenham            | Real Madrid         | 85 300 000  |
| 46 | 2015 | De Bruyne         | Wolfsburg            | Manchester City     | 76 000 000  |
| 47 | 2016 | Paul Pogba        | Juventus FC          | Manchester United   | 89 000 000  |
| 48 | 2017 | Neymar            | Barcelona            | Paris Saint-Germain | 200 000 000 |

Estatística - Por Nacionalidade do Jogador
| #     | País          | Jogadores |
| ----- | ------------- | --------- |
| 1     | Inglaterra    | 14        |
| 2     | Itália        | 8         |
| 3     | Brasil        | 5         |
| 4     | Argentina     | 4         |
| 5     | França        | 3         |
| 7     | Escócia       | 2         |
| 7     | País de Gales | 2         |
| 7     | Países Baixos | 2         |
| 7     | Portugal      | 2         |
| 8     | Uruguai       | 1         |
| 8     | Suécia        | 1         |
| 8     | Dinamarca     | 1         |
| 8     | Espanha       | 1         |
| 8     | Ucrânia       | 1         |
| 8     | Bélgica       | 1         |
| TOTAL | 16 Países     | 50        |